# 19496 Josephbarone
19496 Josephbarone (1998 KC32) là một tiểu hành tinh vành đai chính được phát hiện ngày 22 tháng 5 năm 1998 bởi nhóm nghiên cứu tiểu hành tinh gần Trái Đất phòng thí nghiệm Lincoln ở Socorro. Nó được đặt theo tên Joseph Barone (b. 1985), an awardee ở the 2003 Giải thưởng Khoa học và Kỹ thuật Intel. Joseph Barone attended West Islip High School ở West Islip, New York.